# Nicolas Thuret
Nicolas Thuret, dit Zou, né le 17 septembre 1961, est un auteur français de bande dessinée. Membre du collectif Mix Mix (Zou, Brat, Ata, Leconte, Pic), il s'est fait remarquer pendant le festival d'Angoulême en 1983. Il a travaillé pour la presse illustrée (jeunesse ou adulte) et le dessin animé.